# Decimoquinto problema de Hilbert
El decimoquinto problema de Hilbert (uno de los conocidos como veintitrés Problemas de Hilbert, publicados en 1900 por el matemático alemán David Hilbert), consiste en establecer el cálculo enumerativo de Schubert sobre una base rigurosa.

## Introducción
El cálculo de Schubert es la teoría de la intersección del siglo XIX, junto con sus aplicaciones a la geometría enumerativa. Justificar este cálculo fue el contenido del problema número 15 de Hilbert, y también fue el tema principal de la geometría algebraica del siglo XX. En el curso de asegurar los fundamentos de la teoría de la intersección, Van der Waerden y Andre Weil relacionaron el problema con la determinación del anillo de cohomología H*(G/P) de una variedad bandera G/P, donde G es un grupo de Lie y P un subgrupo parabólico de G.
La estructura aditiva del anillo H*(G/P) viene dada por el teorema de base del cálculo de Schubert debido a Ehresmann, Chevalley y Bernstein-Gel'fand-Gel'fand, indicando que las clases clásicas de Schubert sobre G/P forman una base libre del anillo de cohomología H*(G/P). El problema restante de expandir los productos de las clases de Schubert como combinación lineal de los elementos básicos fue denominado el problema característico, por Schubert y considerado por él mismo como el principal problema teórico de la geometría enumerativa.
Si bien la geometría enumerativa no tuvo conexión con la física durante el primer siglo de su desarrollo, desde entonces ha surgido como un elemento central de teoría de cuerdas.

## Declaración del problema
La totalidad del enunciado del problema original es la siguiente:

El problema consiste en esto: Establecer rigurosamente y con una determinación exacta de los límites de su validez aquellos números geométricos que Schubert ha determinado especialmente sobre la base del llamado principio de posición especial, o conservación del número, mediante el cálculo enumerativo desarrollado por él.
Aunque el álgebra de hoy garantiza, en principio, la posibilidad de realizar los procesos de eliminación, sin embargo, para la demostración de los teoremas de la geometría enumerativa se requiere decididamente más, a saber, la realización efectiva del proceso de eliminación en el caso de ecuaciones de forma especial, de tal manera que se pueda prever el grado de las ecuaciones finales y la multiplicidad de sus soluciones.

## Cálculo de Schubert
El cálculo de Schubert es una rama de la geometría algebraica introducida en el siglo XIX por Hermann Schubert, con el fin de resolver varios problemas de conteo de la geometría proyectiva (parte de la geometría enumerativa). Fue un precursor de varias teorías más modernas, como por ejemplo las clases características, y en particular sus aspectos algorítmicos, que siguen siendo de interés.
Los objetos introducidos por Schubert son las celdas de Schubert, que son conjuntos localmente cerrados en un grasmaniano definido por las condiciones de incidencia de un subespacio lineal en un espacio proyectivo con una bandera dada. Para obtener más información, consúltese variedad de Schubert.
Según Van der Waerden y Andre Weil, el problema decimoquinto de Hilbert está resuelto. En particular,
a) El problema característico de Schubert ha sido resuelto por Haibao Duan y Xuezhi Zhao;
b) Borel, Marlin, Billey-Haiman y Duan-Zhao, et al.; han elaborado presentaciones especiales de los anillos de Chow de las variedades bandera.
c) Los principales ejemplos enumerativos de Schubert han sido verificados por Aluffi, Harris, Kleiman, Xambó, et al.